# Peacelink
PeaceLink è un'associazione eco-pacifista italiana, che dalla sua nascita, avvenuta nel 1991, si propone di fornire informazioni trasparenti sulle guerre e sulle iniziative nonviolente.

## Storia
Cominciò nel 1991 come rete di BBS per lo scambio di messaggi telematici (sull'esempio di Fidonet, con cui condivideva vari nodi).
PeaceLink significa "legame di pace". Nel 1996 la sua storia è stata pubblicata sul libro Telematica per la pace edito da Apogeo, scritto da Carlo Gubitosa, Enrico Marcandalli e Alessandro Marescotti, cofondatore e presidente di Peacelink, e blogger de Il Fatto Quotidiano.
Il sito web è basato sul software PhPeace, realizzato da Francesco Iannuzzelli. Sia i redattori, come i tecnici e i traduttori, non percepiscono contributi: l'intera attività si configura come "volontariato dell'informazione".
L'attività pacifista di PeaceLink è nata dopo la Prima Guerra del Golfo del 1991 ed è proseguita in occasione della Guerra del Kosovo (1999) e in Iraq (2003), in occasione della quale venne raggiunto il picco delle consultazioni del sito. Particolarmente approfondito è stato lo studio condotto da PeaceLink sull'uso dell'uranio impoverito, portato all'attenzione dei media attraverso una mappa dei luoghi dove tali armi sono state utilizzate. Inoltre PeaceLink ha svolto una campagna sul rischio di incidente connesso al transito dei sottomarini a propulsione nucleare.
PeaceLink svolge attività di supporto a iniziative umanitarie e di solidarietà internazionale, in particolare a favore dell'Africa più povera. Ha sostenuto le iniziative del missionario comboniano Renato Kizito Sesana e della dottoressa Chiara Castellani.
PeaceLink è impegnata anche su questioni ambientali e ha avviato campagne sull'inquinamento da diossina a Taranto, benzo(a)pirene, mercurio e arsenico. Inoltre all'aspetto ambientale è stato collegata una costante ricerca sui dati sanitari, focalizzando gli eccessi di mortalità nei quartieri più vicini al polo industriale di Taranto.
Diverse agenzie e testate nazionali hanno utilizzato le informazioni elaborate da PeaceLink in particolare sulla vicenda dell'inquinamento a Taranto e sulle sorti dello stabilimento siderurgico. PeaceLink è salita alla ribalta nazionale il 27 aprile 2019 quando nella Prefettura di Taranto si è svolto un confronto pubblico fra l'allora ministro Luigi Di Maio e Alessandro Marescotti, presidente di Peacelink, che ha accusato il ministro pentastellato di "pubblicità ingannevole" a proposito dei dati dell'inquinamento di ArcelorMittal, redarguendolo con le parole "Mi guardi Ministro".
Nel novembre 2019 è stato avviato "PeaceLink for Future", un percorso formativo di cittadinanza attiva, finalizzato all'educazione alla pace, all'ecologia e alla solidarietà utilizzando strumenti di formazione a distanza per promuovere seminari, conferenze stampa, incontri, convegni e forum, in diversi luoghi d'Italia.
Dall'inizio del 2022 PeaceLink è impegnata nelle attività per la pace in Ucraina e tramite il suo calendario segnala le iniziative nowar.